# Sordély
A sordély vagy kukoricasármány (Emberiza calandra) a madarak osztályának a verébalakúak (Passeriformes) rendjéhez, ezen belül a sármányfélék (Emberizidae) családjához tartozó faj.

## Rendszerezése
A fajt Carl von Linné svéd természettudós írta le 1758-ban. Sorolták a Miliaria nembe Miliaria calandra néven is.

## Alfajai
- Emberiza calandra buturlini H. E. Johansen, 1907
- Emberiza calandra calandra Linnaeus, 1758[2]

## Előfordulása
Afrika északnyugati részétől, Nyugat- és Közép-Európán át a Skandináv-félsziget déli partvidékéig és Ázsiának Törökországot, Iránt magába foglaló területén költ.
Természetes élőhelyei elsősorban mezőgazdasági területek, sík vidéki faj, kisebb számban azonban domb- és hegyvidékeink szélső nyitott lejtőin, mintegy 400 m-es tengerszint feletti magasságig megtalálható.

### Kárpát-medencei előfordulása
Magyarországon állandó, rendszeres fészkelő, általánosan elterjedt, ingadozó számban.

## Megjelenése
Testhossza 19 centiméter, szárnyfesztávolsága 26–32 centiméter, testtömege 35–63 gramm, farka hossza pedig 7 centiméter; a hím nagyobb, mint a tojó. Háti oldalán az alapszíne földszínű barna, feketésbarna szárfoltokkal. Szemsávja és a halántékán keresztül húzódó alig látszó csík piszkosfehér; pofája és füle tájékán barnás alapszínen hosszanti sötétebb vonalak vannak, melyeket alulról ugyancsak sötéten vonalazott szennyes fehér sáv határol. Evező- és kormánytollai sötétbarnák, a tollak külső zászlóján keskeny világos szegéllyel. Szeme sötétbarna, csőre szaru barna, lába világos barnás hússzínű.
|  |  |

## Életmódja
Nyáron részben rovarevők, máskor különféle gyomok, gabonafélék (búza, zab), és más gazdasági növények (köles, fénymag, mák) magvaival táplálkozik, valamint zöld növényi részeket (tyúkhúr, fiatal gabona) is elfogyaszt.

## Szaporodása
Fészkét talajmélyedésbe a sűrű fű közé, olykor bokrok alá jól elrejtve építi a tojó. Ritkán előfordulhat a földtől 30–40 cm-es magasságban rakott fészek is. A fészek fűből és gyökérszálakból készíti, állati szőrökkel és tollakkal béleli. Fészekalja 4-5, néha azonban csak 2-3 tojásból áll, második költésekor kevesebb tojást rak. E faj esetében is ismert a többnejűség. A költése átlagban 12 napig tart, mely a tojóra hárul. Fiókáit rovarokkal, tücskökkel, pókokkal táplálja. A fiókák 10-12 nap múlva hagyják el a fészket.
|  |

## Természetvédelmi helyzete
Az elterjedési területe rendkívül nagy, egyedszáma még nagy, viszont csökken, de még nem éri el a kritikus szintet. A Természetvédelmi Világszövetség Vörös listáján nem fenyegetett fajként szerepel. Európában nem fenyegetett fajként van nyilvántartva, Magyarországon fokozottan védett, természetvédelmi értéke 100 000 Ft. Egyedszáma mérsékelten csökken